# McCreadys Doppelspiel
McCreadys Doppelspiel ist ein Roman von Frederick Forsyth, der 1991 unter dem Titel The Deceiver bei Bantam Books erschien und in Deutschland bei Piper verlegt wird.
Mit einer knappen Rahmenhandlung verbindet das Buch vier in sich abgeschlossene Geschichten, die Forsyth ursprünglich für das englische Fernsehen entworfen hat.
Im Mittelpunkt des Buches steht die Arbeit von Sam McCready, dem Leiter der Abteilung Täuschung, Desinformation und psychologische Operationen des Secret Intelligence Service (MI6).
Wie auch in früheren Werken analysiert Forsyth gekonnt die Arbeit der Geheimdienste, er zeigt deren Handeln und Denken auf, erklärt die Zusammenhänge zwischen Ost-West-Konflikt und Terrorgruppen; er schockiert mit der brutalen Logik, mit der Geheimdienste vorgehen und erlaubt sich auch einige kritische Seitenhiebe auf den großen amerikanischen Bruder.
In der letzten Geschichte zeigt sich Forsyth von einer heitereren Seite. Er erzählt eine Politposse aus dem postkolonialen Großbritannien. Angereichert mit skurrilen Personen und Begebenheiten bekommt die Geschichte unter karibischer Sonne humoreske Züge.

## Handlung
Eine Anhörung vor einer internen Kommission bildet die Rahmenhandlung in Forsyth’ Roman. Vor dem Hintergrund der sich rasch ändernden politischen Verhältnisse im Jahre 1990 soll McCready in den vorzeitigen Ruhestand abgeschoben werden. Anhand von vier Operationen, für die er verantwortlich war, soll noch einmal der Wert seiner Arbeit dargelegt werden.
Grenzgänge - Pride and Extreme Prejudice
Ein Doppelagent innerhalb der Sowjetarmee will auf einer Inspektionsreise durch Ostdeutschland wichtige Unterlagen übergeben. McCready ist der Stasi wohlbekannt und schickt deshalb an seiner Stelle vorschriftswidrig den Kölner BND-Mitarbeiter Bruno Morenz, mit dem er schon mehrfach zusammengearbeitet hat, mit gefälschten Papieren hinter den Eisernen Vorhang.
Er kann nicht wissen, dass der biedere Beamte kurz zuvor seine Geliebte, eine Luxusprostituierte, und ihren Zuhälter erschossen hat. Morenz übernimmt die Dokumente, doch nach einem harmlosen Verkehrsunfall in Jena erleidet er einen Nervenzusammenbruch und verschwindet von der Bildfläche.
Es beginnt ein fieberhafter Wettlauf zwischen SIS und der neugierig gewordenen Stasi. McCready recherchiert einen möglichen Zufluchtsort und reist nun doch selbst in die DDR. Er findet seinen alten Freund, der völlig zusammengebrochen ist. Da er ihn nicht mitnehmen kann, tötet er ihn mit vergiftetem Whiskey, um ihm Verhöre und Folter zu ersparen und entkommt mit den Dokumenten knapp den Suchtrupps.
Der Brautpreis - The Price of the Bride
Das Wissen eines Überläufers wird von Geheimdienstlern als Brautpreis bezeichnet. Einen solchen hat auch Oberst Orlow, in leitender Position im KGB, im Gepäck, als er sich während eines offiziellen Besuchs in Großbritannien absetzt. Er will jedoch nur mit den Amerikanern reden. Er wird wochenlang von der CIA verhört und gründlich überprüft, bis man ihm schließlich glaubt.
Nur Sam McCready zweifelt noch. Er führt selbst einen Doppelagenten in der Londoner Botschaft der Sowjetunion, der ihn ausdrücklich vor einem falschen Überläufer warnt. Dieser solle die CIA destabilisieren und das Verhältnis zwischen CIA und MI6 stören. Washington will davon nichts hören; man ist so verärgert über das Misstrauen in London, dass man die Zusammenarbeit tatsächlich einschränkt.
Orlow lässt nach einigen Wochen seine Bombe platzen: Seit Jahren habe der KGB einen Spion innerhalb der CIA an mittlerweile ganz hoher Position. Washington triumphiert und beginnt hektisch mit internen Ermittlungen. Schnell findet man den entsprechenden Beamten.
McCreadys Agent ist derweil nach Moskau abgereist. Doch McCready glaubt nicht an seinen Irrtum und reist mit einem Team in die russische Hauptstadt. Dort nimmt er Kontakt zu seinem Mann auf, der keineswegs freiwillig nach Russland zurückgekehrt ist. Er beweist McCready seine Loyalität, der ihn mit seinen Leuten aus der Sowjetunion herausschmuggelt und vor der Festnahme bewahrt.
Doch McCready ist zu spät, die CIA-Führung hat dem ausgeklügelten Lügenkonstrukt des KGB geglaubt. Der angebliche KGB-Spitzel, der in Wahrheit völlig unschuldig war, ist bereits von einem CIA-Killer liquidiert worden. Dass Orlow ihm nun folgen wird, ist für McCready kein Trost.
Ein Kriegsopfer - A Casualty of War
Der SIS erhält Kenntnis von einer großen libyschen Waffenlieferung im Auftrag des KGB an die IRA. McCready soll die Einzelheiten ermitteln und die Lieferung unterbinden.
Er wirbt gegen den Widerstand seiner Vorgesetzten den ehemaligen SAS-Unteroffizier Rowse an, der sich als Buchautor versucht und vom „Establishment“ als Nestbeschmutzer gemieden wird. Damit ist er für McCready der ideale Mann.
Mit einer Tarngeschichte versehen nimmt Rowse Kontakt mit einem Mittelsmann in der sowjetischen Botschaft in Wien auf und tritt als vermeintlicher Waffenkäufer auf. Die Idee ist, den KGB dazu zu verleiten, die schon geplante Lieferung für die IRA einfach aufzustocken. Rowse wird nach Tripolis geschickt. Noch auf dem Flugplatz wird er vom libyschen Geheimdienst abgefangen und verhört. Er soll dann in einem Hotel in den Bergen Zyperns auf Nachricht warten. Dort hat er eine Affäre mit einer sehr attraktiven Touristin, sonst passiert nichts. Nach ein paar Tagen erhält er tatsächlich Ort und Ankunftszeit eines Containers in Deutschland.
Die Royal Navy kann das Schiff damit identifizieren und in der Biscaya aufbringen. Beim Entern kommt es zum Schusswechsel, dabei stirbt die Frau, die Rowse kennengelernt hatte, und die zu den Waffenschmugglern gehörte.
Skorpione im Paradies - A Little Bit of Sunshine
Die (fiktiven) Barclay-Inseln sind noch britisches Territorium, irgendwo zwischen Florida, den Bahamas und Kuba gelegen, und sollen im neuen Jahr unabhängig werden. Mangels eigener Kandidaten und Parteien bewerben sich zwei Einwanderer um die Präsidentschaft.
Ein amerikanischer Tourist – ein Polizist aus Florida – erkennt im Gefolge eines der Kandidaten einen Berufskiller, doch sein überstürzter Rückflug nach Miami endet in einem Feuerball über der karibischen See. Wenig später wird auch noch der Gouverneur der Inseln erschossen.
McCready – eigentlich im Urlaub in Florida – wird neugierig und fliegt auf eigene Faust in die Inselhauptstadt Sunshine. Dort trifft er auf eine merklich gedrückte Stimmung. Die Bevölkerung ist von der Unabhängigkeit wenig begeistert, und auch der andere Kandidat für die Präsidentschaft umgibt sich mit zwielichtigen Gestalten.
Zusammen mit dem Kollegen des getöteten Polizisten, der ebenfalls auf eigene Faust ermittelt, findet McCready heraus, dass es sich bei den beiden Präsidentschaftskandidaten um einen Kokainschmuggler und einen kubanischen Agenten handelt, die die Präsidentschaft nur aus eigennützigen Ziele anstreben.
Da er beide nicht vor Gericht bringen kann, informiert McCready die mittlerweile zahlreich vertretene Presse, die sich gierig auf den Skandal stürzt. Schließlich macht er sich mit einer gefälschten Urkunde für einen Tag zum Gouverneur und verjagt in einem operettenreifen Auftritt die Gangster von der Insel. 
Damit ist die Unabhängigkeit sehr zur Freude der Bevölkerung  (und zum erheblichen Missfallen der Regierung in London) geplatzt. Den Mord am Gouverneur klärt McCready nebenbei auch noch auf: Eine alte Dame, die von allen Inselbewohnern hochgeschätzt wird, hat den unbeliebten Beamten erschossen, um die Weltöffentlichkeit auf die Vorgänge auf den Barclays aufmerksam zu machen. McCready beschließt, sein Wissen für sich zu behalten.

## Verfilmung
Der britische Fernsehsender ITV produzierte in den Jahren 1989 und 1990 auf der Grundlage von Forsyth’ Geschichten eine sechsteilige Serie mit Alan Howard in der Rolle des Sam McCready, die in Deutschland vom ZDF ausgestrahlt wurde.
- 1989 	Just another Secret – Doppeltes Spiel
- 1989 	A Casualty of War – Gefährliches Comeback
- 1990 	A Little Piece of Sunshine – Schatten über Sunshine
- 1990 	The Price of the Bride – Zweifelhafte Mitgift
- 1990 	Death has a Bad Reputation – Der Sommer des Schakals
- 1990 	Pride and Extreme Prejudice – Es führt kein Weg zurück